# Ferdynand
Ferdynand – imię męskie pochodzenia germańskiego. Wywodzi się od słów oznaczających „pokój” i „odważny, śmiały” (por. Winand).
W styczniu 2024 w rejestrze PESEL, wśród publicznie dostępnych danych, wykazano 1340 mężczyzn o imieniu Ferdynand nadanym jako imię pierwsze oraz 1368 mężczyzn noszących imię Ferdynand jako imię drugie.
Ferdynand imieniny obchodzi: 30 maja, 3 czerwca i 19 października.

## Odpowiedniki w innych językach[6]
- angielski: Ferdinand
- esperanto: Ferdinando[7]
- hiszpański: Fernando, Hernando, Fernan
- niemiecki: Ferdinand, Fernand
- portugalski: Fernando, Fernandes, Fernandez, Fernão
- włoski: Ferdinando, Fernando, Ferrante, Nando
- wilamowski: Ferda

W języku hiszpańskim popularne nazwiska Fernández i Hernández wywodzą się od tego imienia.

## Mężczyźni noszący imię Ferdynand
- Ferdynand I
- Ferdynand II
- Ferdynand III
- Ferdynand IV
- Ferdynand VII Hiszpański
- Ferdynand Jarocha – polski artysta rzeźbiarz
- Ferdynand Portugalski (hrabia Flandrii) (zm. 1233)
- Ferdynand de Bragança (zm. 1861) – infant portugalski
- Ferdynand z Portugalii (zm. 1443) – infant portugalski, błogosławiony
- Fernando Alonso – hiszpański kierowca wyścigowy
- Ferdinand Freiligrath – niemiecki poeta i tłumacz
- Fernando Hierro – hiszpański piłkarz
- Ferdinand Lindemann – niemiecki matematyk, który wykazał przestępność liczby π
- Ferdynand Magellan – portugalski żeglarz
- Ferdinand de Saussure – szwajcarski językoznawca, twórca strukturalizmu
- Ferdinand Marcos – dyktator Filipin
- Fernando Meira – portugalski piłkarz
- Fernando Morientes – piłkarz hiszpański
- Ferdynand Ossendowski – polski podróżnik i pisarz
- Ferdinand Porsche – niemiecki konstruktor samochodów
- Ferdinand Raimund – austriacki dramaturg
- Fernando Redondo – argentyński piłkarz
- Ferdynand Ruszczyc – polski malarz
- Ferdynand Rymarz – przewodniczący PKW
- Fernando Torres – hiszpański piłkarz, Mistrz Europy, Mistrz Świata
- Ferdinand von Zeppelin – niemiecki konstruktor sterowców
- Fernando Llorente – hiszpański piłkarz, Mistrz Świata.

To imię nosi również główny bohater serialu telewizyjnego „Świat według Kiepskich” – Ferdynand Kiepski.